# U-539
 U-539  — немецкая подводная лодка типа IXC/40, времён Второй мировой войны. 
Заказ на постройку субмарины был отдан 5 июня 1941 года. Лодка была заложена на верфи судостроительной компании «Дойче Верфт АГ» в Гамбурге 8 мая 1942 года под строительным номером 360, спущена на воду 4 декабря 1942 года, 24 февраля 1943 года под командованием оберлейтенанта Ганса-Юргена Лаутербах-Эмдена вошла в состав учебной 4-й флотилии. 1 июля 1943 года вошла в состав 10-й флотилии. 1 октября 1944 года вошла в состав 33-й флотилии. Лодка совершила 3 боевых похода, потопив одно судно (1 517 брт) и повредив 2 судна (12 896 брт). 30 мая 1945 года лодка из норвежского Бергена была переведена в шотландский залив Лох-Риэн. 4 декабря 1945 года затонула во время транспортировки для разделки на металл в районе с координатами 55°38′ с. ш. 7°57′ з. д.. 